# 김기량 순교 현양비
김기량 순교 현양비는 제주특별자치도 제주시 영평동에 세워진 김기량의 순교를 기념하는 비석이다.

## 개요
함덕리 출신 김기량(金耆良, 1816-1867) 팰릭스 베드로는, 1857년 풍랑으로 중국 광동 해역까지 표류하게 되었다. 다행히 영국 배에 구조되어 홍콩의 파리 외방 전교회로 가게 된 그는 휴양하고 있던 조선 신학생에게 교리를 배운 뒤 5월 31일(음력 5월 9일) 영세 입교하였다. 이듬해 귀국한 그는 최양업 신부와 페롱 신부를 만나고, 제주로 귀환하여 이웃에 복음을 전하며, '제주의 사도'로 활동하였다. 조선교구장 베르뇌 주교를 만나 선교사 파견을 약속 받기오 하였으나 박해로 이루어지지 않았다. 1866년 병인박해 때 무역차 통영으로 간 김기량 순교자는, 천주교 신자임이 밝혀져, 체포되고 모진 형벌을 받았으나 이에 굴하지 않고 끝까지 신앙을 증거한 뒤, 1867년 1월(음력 1866년 1월) 교수형으로 순교의 영광을 안았다. 이에 박해자들은 그의 신앙을 두려워하여 가슴에 대못을 박기까지 하였다. 이처럼 뛰어난 순교의 용덕으로 신앙의 빛을 밝힌 선조를 기리기 위해, 고향인 이곳에 이 현양비를 세운다.